# Eriesthis rhodesiana
Eriesthis rhodesiana är en skalbaggsart som beskrevs av Schein 1959. Eriesthis rhodesiana ingår i släktet Eriesthis och familjen Melolonthidae. Inga underarter finns listade i Catalogue of Life.